# Ларс Толумний
Ларс Толумний (на латински: Lars Tolumnius, Tolumnus; † около 428 пр.н.е.) e етруски цар на град Вейи, намиращ се на 10 мили североизточно от Рим.
По неговото време фиденатите изгонват римляните и започва голяма война. По нареждане на Толумний те убиват римските пратеници, изпратени да преговарят с тях и се подчиняват на Вейи. Убийството на римските пратеници (Тул Клоелий, Гай Фулциний, Спурий Анций и Луций Росций) кара римляните да маршируват против Вейи. Сенатът изпраща войска против Вейи през 437 пр.н.е. с командир диктатор Емилий Мамерк.
През 428 пр.н.е. Толумний е убит в двубой с римския консул Авъл Корнелий Кос. Неговото заграбено оръжие е занесено като spolia opima на Юпитер Феретрий.
Град Вейи и след битки цяла Етрурия попадат във владение на Римската република.